# Campo del Ghetto Novo
Il Campo del Ghetto Novo è un campo situato nel sestiere di Cannaregio a Venezia, che ospitava ebrei residenti nel ghetto, le loro sinagoghe e le attività commerciali.

## Storia

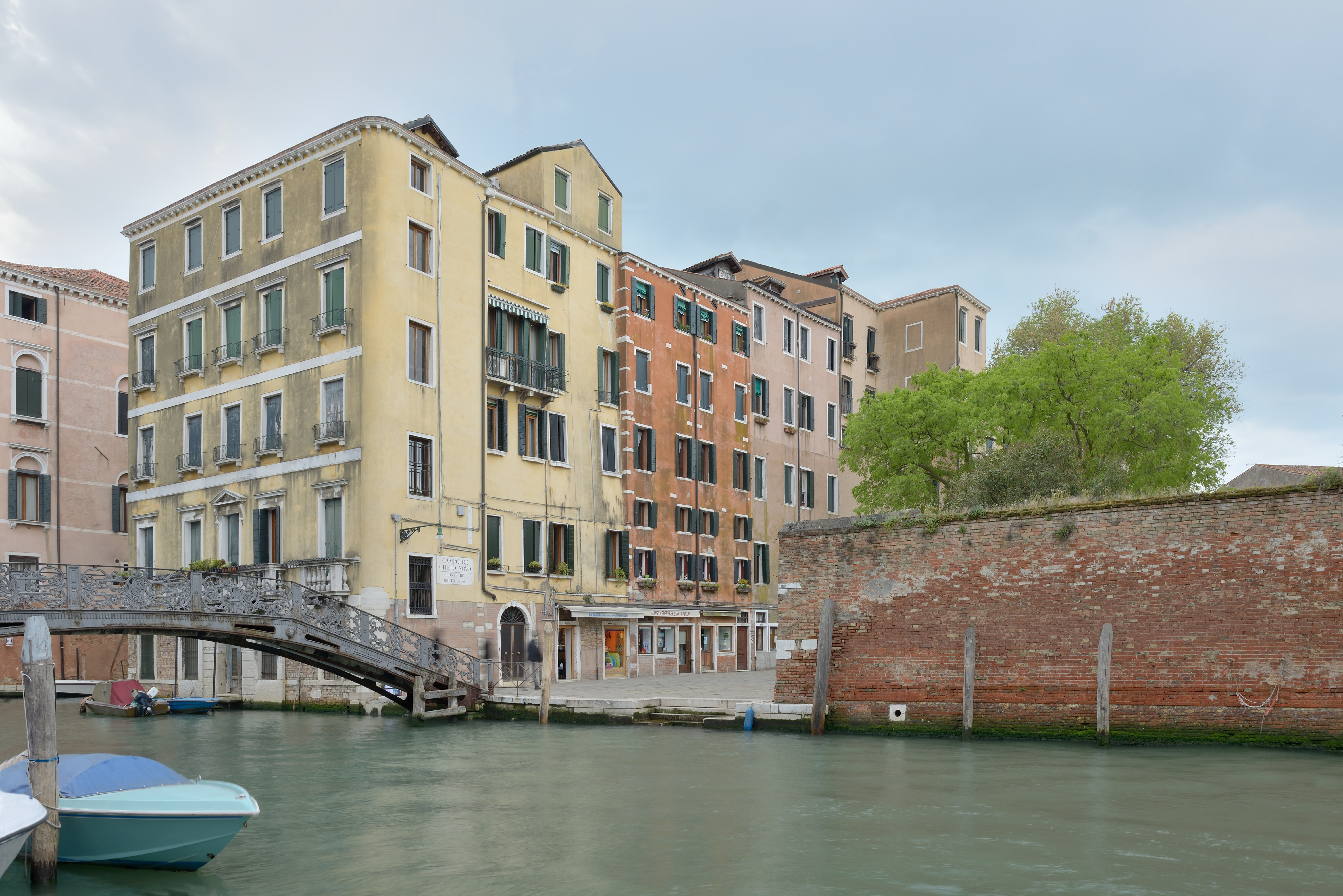
Palazzo del Ghetto Nuovo e Ponte de Gheto Novo sul rio de San Gerolamo a Cannaregio.

Non potendo estendersi oltre i confini, al fine di ampliare le possibilità di accoglienza, ci fu il bisogno di aumentare il numero dei piani dei palazzi salendo comunque poco di altezza.

## Luoghi d'interesse
- Scuola Grande Tedesca
- Scuola Canton
- Scola Italiana

## Manifestazioni
Lo spazio urbano particolare del Campo si è prestato, nel tempo, all'utilizzo per varie manifestazioni e spettacoli, legati al cinema ed alla danza.